# U-157号潜艇 (1917年)
陛下之157号潜艇原是由汉堡施蒂尔肯船厂承建的一艘商用潜艇，设计用于突破英国在一战期间对德国的海上封锁以运送重要物资。后因战略需求，它自1917年2月19日起被德意志帝国海军收编为U-151级巡洋潜艇的七号艇，于1917年5月23日下水，至同年9月22日交付使用。U-157号是在第一次世界大战期间服役的329艘德国军用潜艇之一，曾参加过大西洋潜艇战。在其两次远洋巡航中，共击沉15艘协约国或中立国商船，容积总吨为15905吨。战后，该艇于1919年2月8日移交法国正式投降，至1921年在布雷斯特拆解报废。

## 设计
U-157号原是由德意志远洋航运公司（Deutsche Ozean-Reederei GmbH，简称DOR）于1916年11月29日订购的一艘商用潜艇，它由汉堡施蒂尔肯船厂建，设计用于突破英国皇家海军在第一次世界大战期间对德国实施的海上封锁，在德国和当时仍保持中立的美国之间运送货物。但在下水前不久，德意志帝国海军便于1917年2月19日根据P项战时订单（Kriegsauftrag P）将其收编为U-151级潜艇的七号艇，并按军用标准改造成巡洋潜艇。
改作军用的U-157号水面排水量1512吨，水下排水量1875吨；推进系统的总功率调整为柴油机和电动机各800匹公制馬力（588千瓦特），可分别提供最高12.4節（23.0每小時）的水面航速和最高5.2節（9.6每小時）的水下航速，其中5.5節（10.2每小時）航速时的水面续航里程高达25,000海里（46,000）、3節（5.6每小時）航速时则可在水下巡航65海里（120）。U-157号配备两具艇艏鱼雷发射管，可携带18枚鱼雷；甲板炮则安装有两门150毫米45倍径艇用高射炮和两门88毫米30倍径速射炮。其额定船员编制为6名军官和50名水兵。

## 历史
U-157号于1917年9月22日在经验丰富的王牌艇长、海军上尉马克斯·瓦伦丁纳的指挥下正式正式入役。继瓦伦丁纳之后，奥特温·拉韦少校（1918年7月21日－11月30日）也曾担任过该艇指挥官。完成海试后，U-157号被编入驻基尔的巡洋潜艇部队（U-Kreuzer-Verband）服役，并一直隶属于该部队直至战争结束。
第一次世界大战期间，U-157号在大西洋执行过两次巡逻，15艘协约国或中立国商船，容积总吨为15905吨。其中，被U-157号击沉的最大型船舶是容积总吨为2768吨的西班牙轮船阿皮劳号（Arpillao），它在从巴塞罗那前往特内里费的途中，于1918年3月14日行至拉斯帕尔马斯附近海面沉没，但并未造成人员伤亡。
U-157号在战争中幸存了下来，没有被击沉。战后，它先是被拘禁在挪威的特隆赫姆，其后根据对德停战协议的要求，于1919年2月8日被引渡至法国正式投降，并最终至1921年7月在布雷斯特拆解报废。

## 袭击历史摘要
| 日期           | 船名                | 船籍   | 吨位 | 结局 |
| -------------- | ------------------- | ------ | ---- | ---- |
| 1917年12月26日 | 莉迪亚号            | 葡萄牙 | 302  | 击沉 |
| 1918年1月7日   | 塞布河谷号          | 法國   | 1540 | 击沉 |
| 1918年1月10日  | 胡尔达·马士基号     | 丹麦   | 1566 | 击沉 |
| 1918年1月11日  | 诺雷弗斯号          | 挪威   | 1788 | 击沉 |
| 1918年2月17日  | 爱丝特雷娜·达比绍号 | 葡萄牙 | 129  | 击沉 |
| 1918年2月20日  | 基西拉号            | 希腊   | 2240 | 击沉 |
| 1918年3月14日  | 阿皮劳号            | 西班牙 | 2768 | 击沉 |
| 1918年8月4日   | 抗辩号              | 挪威   | 1073 | 击沉 |
| 1918年8月4日   | 唐号                | 挪威   | 1145 | 击沉 |
| 1918年8月9日   | 奥克尼号            | 丹麦   | 291  | 击沉 |
| 1918年8月15日  | 卡尔普斯号          | 蘇俄   | 284  | 击沉 |
| 1918年8月27日  | 格洛里亚号          | 葡萄牙 | 120  | 击沉 |
| 1918年9月18日  | 莱达尔号            | 挪威   | 2257 | 击沉 |
| 1918年9月22日  | 盖亚号              | 葡萄牙 | 278  | 击沉 |
| 1918年10月8日  | 哈瓦尼号            | 英国   | 124  | 击沉 |

## 脚注
1. ↑  Gröner 1991，第20-21頁.
2. 1 2  Helgason, Guðmundur. . German and Austrian U-boats of World War I - Kaiserliche Marine - Uboat.net.   [2022-01-19].
3. 1 2  Helgason, Guðmundur. . German and Austrian U-boats of World War I - Kaiserliche Marine - Uboat.net.   [2022-01-19].
4. 1 2 3  Helgason, Guðmundur. . German and Austrian U-boats of World War I - Kaiserliche Marine - Uboat.net.   [2010-01-22].
5. ↑  Williamson，第16頁.
6. ↑  Rössler，第113頁.
7. ↑  Gröner 1991，第20–21頁.
8. ↑  Herzog，第136頁.
9. ↑  Helgason, Guðmundur. . German and Austrian U-boats of World War I - Kaiserliche Marine - Uboat.net.   [2022-01-19].
10. ↑  Helgason, Guðmundur. . German and Austrian U-boats of World War I - Kaiserliche Marine - Uboat.net.   [2015-01-21].